# موش کور شرقی
موش کور شرقی (نام علمی: Scalopus aquaticus) یا موش کور معمولی نام یک گونه از زیرخانواده موش‌های کور بر جدید است.

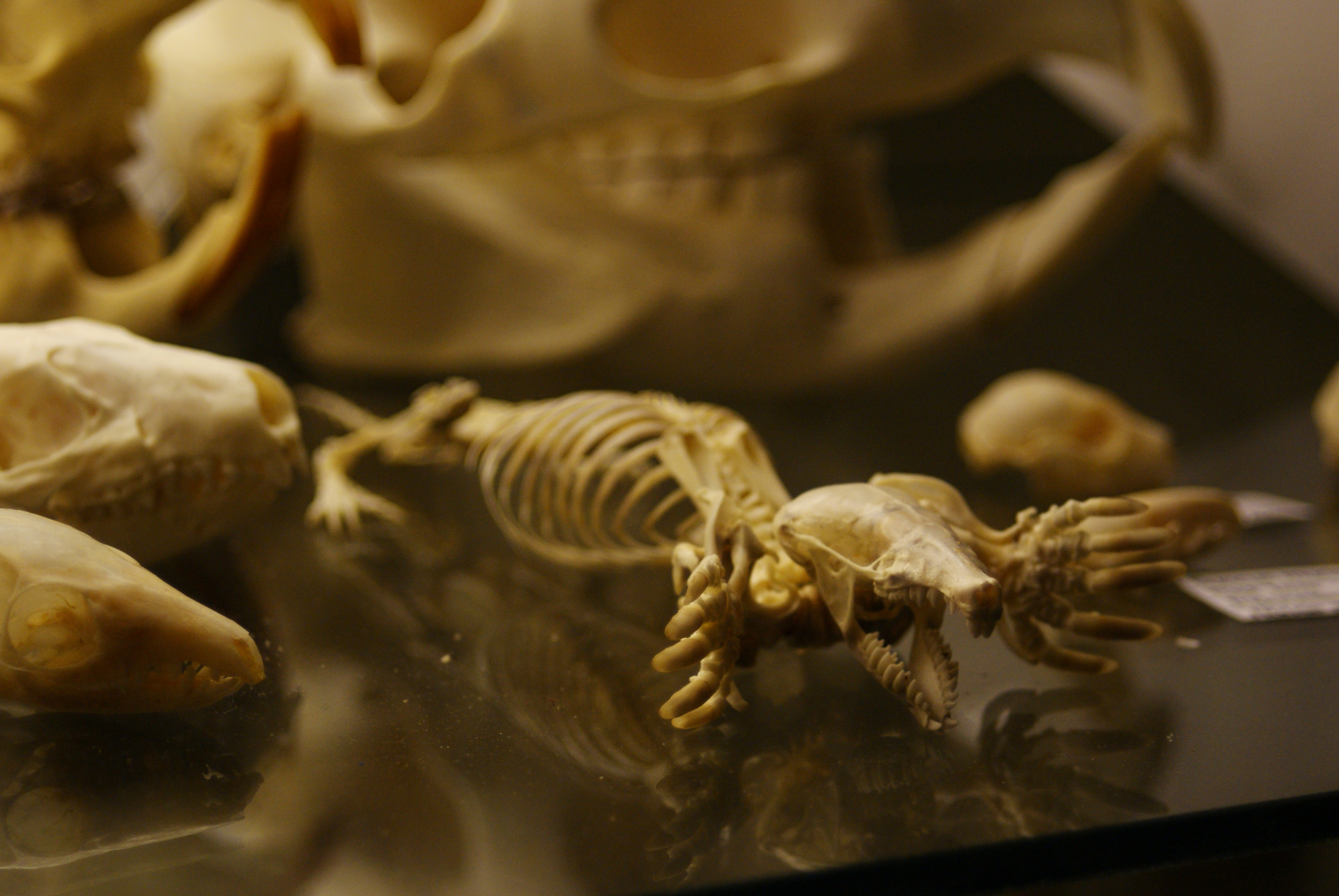
استخوان‌بندی یک موش کور شرقی